# Emil Wille
Emil Wille (* 20. Mai 1847; † 11. März 1937 in Neustettin) war ein deutscher Gymnasiallehrer und Historiker. Er forschte und veröffentlichte zur Geschichte der Stadt Neustettin und des Kreises Neustettin.

## Leben
Wille arbeitete nach seinem Studium zunächst als Hilfslehrer am Pädagogium Putbus auf Rügen und kam dann 1878 an das Fürstin-Hedwig-Gymnasium in Neustettin. Hier wirkte er als Gymnasiallehrer bis zu seiner Pensionierung; seit den 1890er Jahren mit dem Titel eines Gymnasialprofessors. Er lehrte in den höheren Klassen Latein und Griechisch, anfangs auch Deutsch. Ferner gab er Musikunterricht und gründete er 1879 einen Schülerchor, den Hedwig-Gesangverein, später Hedwigia genannt.
Er forschte und veröffentlichte zur Geschichte der Stadt Neustettin und des Kreises Neustettin. Sein grundlegendes Werk sind die Neuen Bausteine zur Lokalgeschichte von Neustettin (1909), die an den Titel der von Hermann Lehmann veröffentlichten Bausteine zur Neustettiner Localgeschichte (1879) anknüpfen.
Wille gehörte zu dem Ausschuss, der ab 1913 die Gründung des Neustettiner Heimatmuseums vorbereitete, das im Juni 1914 eröffnet werden konnte. Wille war nebenamtlich als Pfleger für kulturgeschichtliche Bodenaltertümer im Kreis Neustettin tätig und sorgte dafür, dass zahlreiche Funde in das Neustettiner Heimatmuseum gelangten.
In Neustettin wurde der Emil-Wille-Weg nach ihm benannt.

## Schriften
- Neue Bausteine zur Lokalgeschichte von Neustettin. Kommissionsverlag F. A. Eckstein, Neustettin 1909, urn:nbn:de:gbv:9-g-5275232.
- Vom Kloster Marienthron. Norddeutsche Presse, Neustettin 1924, urn:nbn:de:gbv:9-g-5274098.
- Das Haus Draheim. In: Unser Pommerland. Heft 12/1927.
- Zur Besiedlung des Newen-Stettiner Landes. Schriften des Kreisheimatmuseums der Stadt Neustettin, Heft 1. Neustettin 1938.